# Amphoroidella elliptica
Amphoroidella elliptica là một loài chân đều trong họ Sphaeromatidae. Loài này được Baker mô tả khoa học năm 1908.